# Zugriff – Jede Sekunde zählt
Zugriff – Jede Sekunde zählt ist eine Scripted-Reality-Serie des Fernsehsenders RTL II. Das Sendeformat wurde vom 25. August 2012 bis zum 30. Dezember 2014 regelmäßig im Abendprogramm ausgestrahlt. Wiederholungen werden regelmäßig im Nachtprogramm gezeigt.

## Handlung
Es werden fiktive Einsätze eines Spezialeinsatzkommandos (SEK) dargestellt. Es wird der komplette Ablauf des Einsatzes gezeigt. Die Sendung beginnt mit einem Blick in die Polizeileitstelle, in der der Notruf eingeht, woraufhin das SEK informiert wird. Bei den Einsätzen werden meist drei Teams beobachtet, die observieren, den Zugriff vorbereiten und meistens auch technische Hilfsmittel (Drohnen, Kameras) steuern. Oft wird auch mit der Mordkommission zusammengearbeitet.

## Mitwirkende
| Darsteller           | Rollenname        | Funktion                                                             | Zeitraum       |
| -------------------- | ----------------- | -------------------------------------------------------------------- | -------------- |
| Heiner Mies          | Klaus Behrend     | Einsatzleiter SEK Frankfurt – Teamführung                            | seit Staffel 1 |
|                      | Frank Pollner     | stellv. Einsatzleiter SEK Frankfurt – Teamführung, Heckenschütze     | Staffel 1      |
| Martin Hintzen       | Heiner Bender     | Einsatzleiter Polizei                                                | seit Staffel 1 |
|                      | Martin Renner     | Verhandlungsführer SEK Frankfurt; ab Staffel 2 stellv. Einsatzleiter | seit Staffel 1 |
|                      | Achim Schubert    | Mitarbeiter der Mordkommission                                       | seit Staffel 1 |
| Samuel Meffire       | David Logan       | Heckenschütze                                                        | seit Staffel 2 |
| Hans-Joachim Bauer   | Achim Lutz        | Kriminalpolizist                                                     | seit Staffel 1 |
| Thorsten Hellmeister | Thorsten Pfeiffer | SEK-Team Frankfurt                                                   | seit Staffel 1 |
| Rene Kannenberg      | Rene Fischer      | SEK-Team Frankfurt                                                   | seit Staffel 1 |
| Rocco Lißke          | Timo Keupp        | SEK-Team Frankfurt                                                   | seit Staffel 1 |
| Kevin Maaßen         | Kevin Peters      | SEK-Team Frankfurt                                                   | seit Staffel 1 |

## Kameraführung
In der Phase des Zugriffs werden ausschließlich Aufnahmen der Helmkameras verwendet. Oft wird auch ein Überblick durch Drohnen-Kameras gezeigt.

## Episoden
| Nr. | Name                                                    | Erstausstrahlung   | Staffel   |
| --- | ------------------------------------------------------- | ------------------ | --------- |
| 01  | Zugriff – Jede Sekunde zählt (1) – Banküberfall         | 25. August 2012    | Staffel 1 |
| 02  | Zugriff – Jede Sekunde zählt (2) – Häftlinge auf Flucht | 1. September 2012  | Staffel 1 |
| 03  | Geiseldrama – Selbstmordversuch im Mehrfamilienhaus     | 8. September 2012  | Staffel 1 |
| 04  | Bus der Angst – Drogenlabor                             | 15. September 2012 | Staffel 1 |
| 05  | Drogendeal im Containerhafen                            | 22. September 2012 | Staffel 1 |
| 06  | Kindesentzug – Menschenhandel im Rotlichtviertel        | 29. September 2012 | Staffel 1 |
| 07  | Der Prozess                                             | 6. Oktober 2012    | Staffel 1 |
| 08  | Evakuierung im Krankenhaus – Einbruch in Villa          | 13. Oktober 2012   | Staffel 1 |
| 09  | Der Scharfschütze                                       | 8. Dezember 2014   | Staffel 2 |
| 10  | Angst im Jobcenter                                      | 15. Dezember 2014  | Staffel 2 |
| 11  | Brauner Terror                                          | 22. Dezember 2014  | Staffel 2 |
| 12  | Im Namen der Ehre                                       | 29. Dezember 2014  | Staffel 2 |
| 13  | Entführung und Suizid                                   | 9. August 2016     | Staffel 2 |